# PolyStation
Ne doit pas être confondu avec PlayStation (marque) ou PlayStation.
PolyStation est une série de contrefaçon de console de jeux vidéo, il s'agit d'une forme de Famiclone imitant l'apparence des console de PlayStation, en particulier la première PlayStation de Sony. L'emplacement de la fente pour les cartouches dans ces systèmes ressemblant à la PS1 se trouve sous le capot qui, sur la PlayStation originale, recouvre le lecteur de disque.

## Histoire
Selon certaines sources[Lesquelles ?], la PolyStation a été lancée originellement en 1997 en Chine. Au cours des décennies suivantes, elle est devenue populaire dans de nombreux endroits du monde, notamment en Amérique latine, Afrique, Asie et Europe, où son faible prix lui a permis de rester populaire dans les années 2000,,.
Chaque pays a une histoire différente de la sortie de la PolyStation. Par exemple, au Brésil, le système a été distribué à partir de 2000 par l'homme d'affaires Ali Ahmad Zaioum, d'origine Paraguayenne et Libanais. Il possède également environ 400 brevets et marques déposées qu'il prétend avoir créés. Cependant, il a été accusé par la cour paraguayenne d'avoir falsifié des documents et des informations pour obtenir une inscription auprès du Ministère de l'Industrie et du Commerce du Paraguay. En 2015, les PolyStations se sont avérées populaires dans certaines parties du Costa Rica.

## Variantes

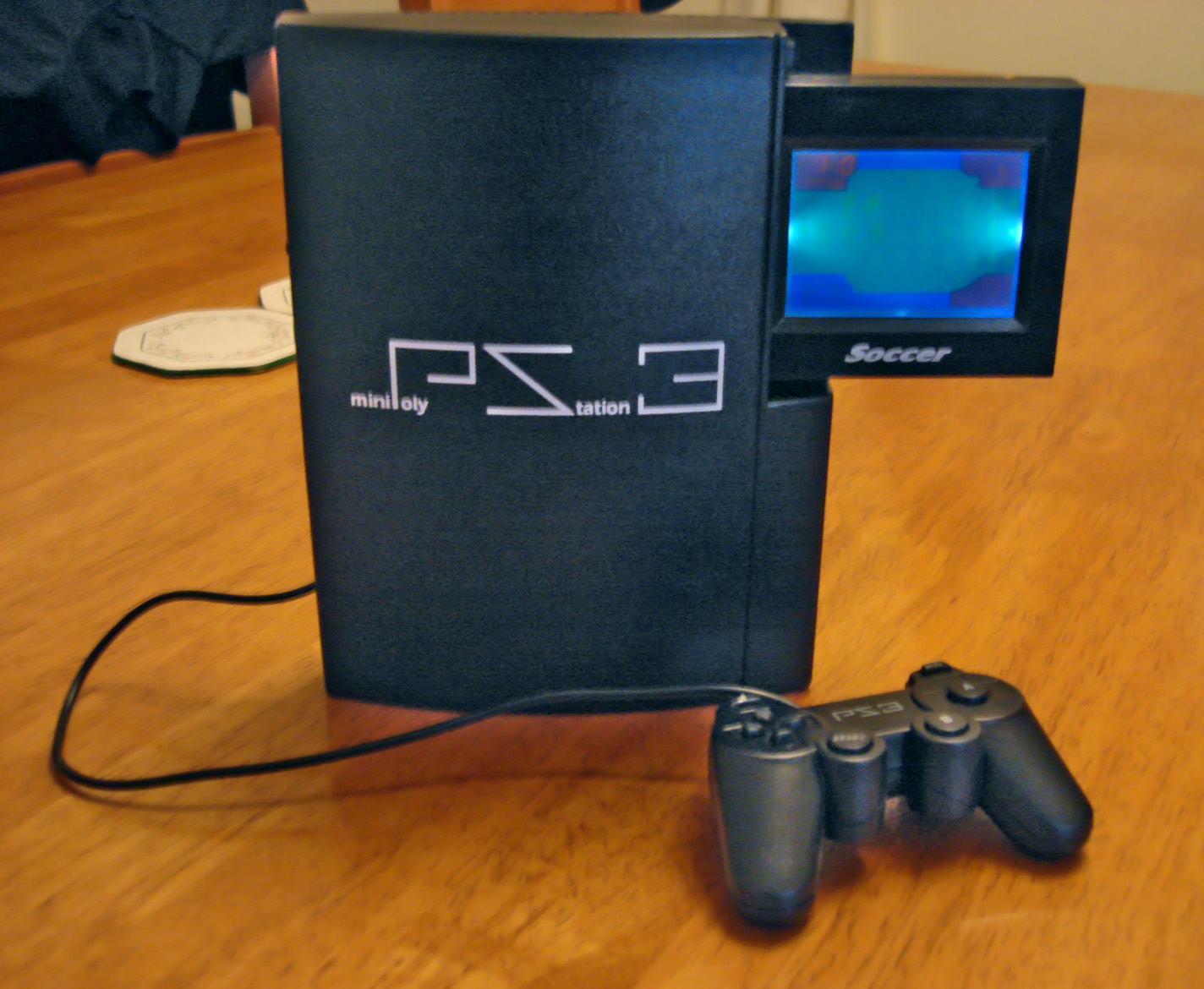
Mini PolyStation 3 avec un contrôleur attachable et un petit écran LCD

Les consoles PolyStation sont vendues sous de nombreux noms différents, y compris PS-Kid, Game Player, Play and Power, FunStation, Extra TV Game, et PSMan ; il existe également plusieurs variantes du nom PolyStation, comme PolyStation II, PolyStation III et Super PolyStation,.
Certaines de ces consoles ressemblent à la PlayStation originale, d'autres à la PSOne (modèle remanié), et d'autres encore à la PlayStation 2, PlayStation 3 (sous le nom de FunStation 3) et PlayStation 4. Des modèles plus récents, comme la Game Station 5, ressemblent à la PlayStation 5. Certaines variantes incluent des jeux non licenciés intégrés, et dans de nombreux cas, ces jeux sont des copies modifiées de jeux sous licence.
D'autres versions de la console incluent la Mini PolyStation 2 et 3, qui sont de petites versions des PolyStation 2 et 3, accompagnées d'un contrôleur attachable. Elles disposent d'un petit écran LCD et sont jouables en mode console portable.